# Mastinomorphus weiseri
Mastinomorphus weiseri là một loài bọ cánh cứng trong họ Phengodidae. Loài này được Pic miêu tả khoa học năm 1926.